# Мирпуа (сеньория)
Сеньория Мирпуа (фр. Mirepoix) — феодальное владение с центром в городе Мирпуа, располагавшееся в современном французском департаменте Арьеж. Первоначально находилось на территории графства Фуа, затем на протяжении многих столетий — ядро владений баронского дома де Леви.

## История
23 августа 1103 года Роже называется сеньором Мирпуа. Он имел троих сыновей, старшим из которых был Пьер, унаследовавший земли отца. Он упоминается в ту же дату, когда его отец уже назван умершим. Однако есть версия, что Роже умер позднее, в 1112 году.
Через некоторое время, 27 марта 1223 года сеньором Мирпуа назван Пьер Роже. Не исключено, что он приходился родственником предыдущим сеньорам Мирпуа. После Альбигойского крестового похода сеньорией Мирпуа владел дом де Леви.

## Список сеньоров Мирпуа
- ?—23 августа 1103/1112 : Роже (ум. 23 августа 1103/1112)
- 23 августа 1103/1112—? : Пьер, сын предыдущего
- ?—после 27 марта 1223 : Пьер Роже (ум. после 27 марта 1223)